# Sosxetra actinobola
Sosxetra actinobola är en fjärilsart som beskrevs av Felder 1875. Sosxetra actinobola ingår i släktet Sosxetra och familjen nattflyn. Inga underarter finns listade i Catalogue of Life.